# وسپولاته
وسپولاته (به ایتالیایی: Vespolate) یک کومونه در ایتالیا است که در استان نووارا واقع شده‌است. وسپولاته ۱۷٫۸ کیلومتر مربع مساحت و ۲٬۰۵۴ نفر جمعیت دارد.